# Franz Reible
Franz Reible (* 28. Mai 1901 in Lindau (Bodensee); † nicht ermittelt) war ein deutscher Kommunalpolitiker. Er war von 1933 bis 1936 Oberbürgermeister der Stadt Altenburg in Thüringen.

## Leben und Wirken
Reible stammte aus Bayern und war der Sohn von Rudolf Reible, der in Würzburg Hotelbesitzer wurde. Nach dem Besuch des Gymnasiums trat er dem Freikorps Würzburg (Bataillon Scheuring) bei. Danach studierte er und promovierte zum Dr. rer. pol. Nach der „Machtergreifung“ der Nationalsozialisten wurde er zum Oberbürgermeister der Stadt Altenburg ernannt, die gleichzeitig auch Sitz des Stadtkreises Altenburg war.
Im März 1936 trat er im Alter von 32 Jahren „aus gesundheitlichen Gründen“ vom Amt des Oberbürgermeisters in Altenburg zurück und Otto Grimm wurde sein Nachfolger. Noch im gleichen Monat wurde Reible Geschäftsführer der Firma Eda-Maschinen-Vertrieb GmbH in Altenburg.
Nach Ende des Zweiten Weltkrieges wurde er als Oberbürgermeister a. D. erneut politisch tätig und kandidierte bei den Bundestagswahlen 1953 für den Gesamtdeutschen Block/Bund der Heimatvertriebenen und Entrechteten. Damals war er in Soest ansässig. 1957 kandidierte er erneut, diesmal in Duisburg und 1965 in Soest.